# Fudbalski Klub Velež Mostar 2025-2026
Questa voce raccoglie le informazioni riguardanti il Velež Mostar nelle competizioni ufficiali della stagione 2024-2025.

## Divise e sponsor
Per la stagione 2025-2026 lo sponsor tecnico è Puma, mentre il main sponsor sulla maglia è Narentas.
| Casa | Trasferta |

## Rosa
Dati aggiornati al 11 agosto 2025.
| N. |                                 | Ruolo | Calciatore        |
| -- | ------------------------------- | ----- | ----------------- |
| 1  | Bosnia ed Erzegovina (bandiera) | P     | Tarik Karić       |
| 5  | Bosnia ed Erzegovina (bandiera) | D     | Besim Šerbečić    |
| 6  | Comore (bandiera)               | C     | Rafidine Abdullah |
| 8  | Bosnia ed Erzegovina (bandiera) | D     | Ante Hrkać ()     |
| 10 | Bosnia ed Erzegovina (bandiera) | C     | Edo Vehabović     |
| 11 | Croazia (bandiera)              | A     | Ivan Šarić        |
| 12 | Bosnia ed Erzegovina (bandiera) | P     | Faris Ribić       |
| 14 | Bosnia ed Erzegovina (bandiera) | C     | Huso Karjašević   |
| 16 | Bosnia ed Erzegovina (bandiera) | C     | Tarik Šikalo      |
| 17 | Bosnia ed Erzegovina (bandiera) | A     | Nermin Haskić     |
| 19 | Bosnia ed Erzegovina (bandiera) | D     | Selmir Pidro      |
| 20 | Bosnia ed Erzegovina (bandiera) | C     | Damir Halilović   |
| 21 | Serbia (bandiera)               | C     | Vasilije Đurić    |
| 23 | Slovenia (bandiera)             | D     | Klemen Šturm      |
| 24 | Croazia (bandiera)              | C     | Domagoj Vidović   |
| 28 | Bosnia ed Erzegovina (bandiera) | A     | Aldin Mešić       |

| N. |                                 | Ruolo | Calciatore        |
| -- | ------------------------------- | ----- | ----------------- |
| 29 | Croazia (bandiera)              | C     | Andro Babić       |
| 30 | Croazia (bandiera)              | A     | Dominik Dogan     |
| 34 | Serbia (bandiera)               | D     | Goran Antonić     |
| 35 | Serbia (bandiera)               | P     | Belmin Dizdarević |
| 44 | Bosnia ed Erzegovina (bandiera) | D     | Ajdin Nukić       |
| 45 | Bosnia ed Erzegovina (bandiera) | C     | Kenan Djuliman    |
| 47 | Bosnia ed Erzegovina (bandiera) | A     | Amar Milak        |
| 55 | Bosnia ed Erzegovina (bandiera) | D     | Adin Bajrić       |
| 66 | Bosnia ed Erzegovina (bandiera) | D     | Faruk Šetić       |
| 77 | Bosnia ed Erzegovina (bandiera) | A     | Almedin Ziljkić   |
| 80 | Croazia (bandiera)              | C     | Tino Blaž Lauš    |
| 88 | Bosnia ed Erzegovina (bandiera) | C     | Aleksa Raca       |
| -- | Bosnia ed Erzegovina (bandiera) | D     | Đanis Gosto       |
| -- | Bosnia ed Erzegovina (bandiera) | A     | Omar Kuko         |
| -- | Bosnia ed Erzegovina (bandiera) | D     | Eldar Mehić       |
| -- | Bosnia ed Erzegovina (bandiera) | C     | Dženan Puce       |

## Trasferimenti

### Sessione estiva
| Acquisti         | Acquisti          | Acquisti        | Acquisti                  |
| R.               | Nome              | da              | Modalità                  |
| ---------------- | ----------------- | --------------- | ------------------------- |
| C                | Huso Karjašević   |                 | definitivo (svincolato)   |
| C                | Aleksa Raca       |                 | definitivo (svincolato)   |
| D                | Goran Antonić     |                 | definitivo (svincolato)   |
| D                | Ajdin Nukić       |                 | definitivo (svincolato)   |
| A                | Aldin Mešić       |                 | definitivo (svincolato)   |
| A                | Almedin Ziljkić   |                 | definitivo (svincolato)   |
| D                | Besim Šerbečić    |                 | definitivo (svincolato)   |
| P                | Belmin Dizdarević |                 | definitivo (svincolato)   |
| C                | Damir Halilović   |                 | definitivo (svincolato)   |
| C                | Rafidine Abdullah |                 | definitivo (svincolato)   |
| C                | Andro Babić       | Rijeka          | definitivo (?)            |
| C                | Domagoj Vidović   | Dinamo Zagabria | definitivo (?)            |
| A                | Dominik Dogan     | Rijeka          | prestito                  |
| D                | Adin Bajrić       | Igman Konjic    | rientro prestito          |
| C                | Dženan Puce       | Čelik Zenica    | rientro prestito          |
| Altre operazioni |                   |                 |                           |
| R.               | Nome              | da              | Modalità                  |
| D                | Faruk Šetić       | Sarajevo        | definitivo (svincolato)   |
| D                | Eldar Mehić       |                 | aggregato dalle giovanili |
| C                | Kenan Djuliman    |                 | aggregato dalle giovanili |
| A                | Omar Kuko         |                 | aggregato dalle giovanili |

| Cessioni         | Cessioni         | Cessioni     | Cessioni                |
| R.               | Nome             | a            | Modalità                |
| ---------------- | ---------------- | ------------ | ----------------------- |
| A                | Mihael Mlinarić  | Sarajevo     | definitiva (250 mila €) |
| P                | Osman Hadžikić   |              | definitiva (svincolato) |
| A                | Nikola Srećković |              | definitiva (svincolato) |
| C                | Omar Pršeš       |              | definitiva (svincolato) |
| A                | Frantz Pierrot   |              | definitiva (svincolato) |
| D                | Karlo Išasegi    |              | definitiva (svincolato) |
| A                | Lohan            |              | definitiva (svincolato) |
| D                | Nikola Savić     |              | svincolato              |
| C                | Dino Halilović   |              | svincolato              |
| A                | Nermin Alagić    |              | svincolato              |
| A                | Edmar            |              | svincolato              |
| D                | Michael Ologo    | İstanbulspor | fine prestito           |
| Altre operazioni |                  |              |                         |
| R.               | Nome             | da           | Modalità                |
|                  |                  |              |                         |

## Risultati
Dati aggiornati al 15 agosto 2025.

### Premijer Liga
Il 26 giugno 2025 è stato reso noto il calendario della Premijer Liga 2025-26. Il Velež Mostar ha affrontato alla 1ª giornata lo Sloga Doboj.

#### Risultati
| Arbitro: | Antonio Tomić |

|                     |           |               |
| Tatar 16’ Jović 40’ | Marcatori | 35’ T.B. Lauš |

| Arbitro: | Nihad Ljajić |

|              |           |              |
| A. Mešić 65’ | Marcatori | 47’ S. Savić |

| Arbitro: | Haris Halkić |

|                |           |                                          |
| F. Posavac 31’ | Marcatori | 54’ A. Hrkać 88’ A. Mešić 90+2’ D. Dogan |

| Arbitro: | Miloš Gigović |

|  |           |                |
|  | Marcatori | 57’ João Erick |

| Bijeljina 23 agosto 2025, ore 17:00 CEST 5ª giornata | Radnik Bijeljina | – | Velež Mostar | Gradski Stadion Bijeljina |

| Mostar 30 agosto 2025, ore --:-- CEST 6ª giornata | Velež Mostar | – | Posušje | Stadion Rođeni |

| Prijedor 13 settembre 2025, ore --:-- CEST 7ª giornata | Rudar Prijedor | – | Velež Mostar | Gradski Stadion Prijedor |

| Sarajevo 20 settembre 2025, ore --:-- CEST 8ª giornata | Sarajevo | – | Velež Mostar | Stadion Asim Ferhatović Hase |

| Mostar 27 settembre 2025, ore --:-- CEST 9ª giornata (Derby di Mostar) | Velež Mostar | – | Zrinjski Mostar | Stadion Rođeni |

| Mostar 4 ottobre 2025, ore --:-- CEST 10ª giornata | Velež Mostar | – | Sloga Doboj | Stadion Rođeni |

| Banja Luka 18 ottobre 2025, ore --:-- CEST 11ª giornata | Borac Banja Luka | – | Velež Mostar | Gradski Stadion Banja Luka |

| Mostar 25 ottobre 2025, ore --:-- CEST 12ª giornata | Velež Mostar | – | Široki Brijeg | Stadion Rođeni |

| Sarajevo 1° novembre 2025, ore --:-- CET 13ª giornata | Željezničar | – | Velež Mostar | Stadion Grbavica |

| Mostar 8 novembre 2025, ore --:-- CET 14ª giornata | Velež Mostar | – | Radnik Bijeljina | Stadion Rođeni |

| Posušje 22 novembre 2025, ore --:-- CET 15ª giornata | Posušje | – | Velež Mostar | Stadion Mokri Dolac |

| Mostar 29 novembre 2025, ore --:-- CET 16ª giornata | Velež Mostar | – | Rudar Prijedor | Stadion Rođeni |

| Mostar 3 dicembre 2025, ore --:-- CET 17ª giornata | Velež Mostar | – | Sarajevo | Stadion Rođeni |

| Mostar 6 dicembre 2025, ore --:-- CET 18ª giornata (Derby di Mostar) | Zrinjski Mostar | – | Velež Mostar | Stadion pod Bijelim Brijegom |

| Doboj 13 dicembre 2025, ore --:-- CET 19ª giornata | Sloga Doboj | – | Velež Mostar | Gradski Stadion Luke Doboj |

| Mostar 7 febbraio 2026, ore --:-- CET 20ª giornata | Velež Mostar | – | Borac Banja Luka | Stadion Rođeni |

| [[Široki Brijeg]] 14 febbraio 2026, ore --:-- CET 21ª giornata | Široki Brijeg | – | Velež Mostar | Stadion Pecara |

| Mostar 21 febbraio 2026, ore --:-- CET 22ª giornata | Velež Mostar | – | Željezničar | Stadion Rođeni |

| Bijeljina 28 febbraio 2026, ore --:-- CET 23ª giornata | Radnik Bijeljina | – | Velež Mostar | Gradski Stadion Bijeljina |

| Mostar 7 marzo 2026, ore --:-- CET 24ª giornata | Velež Mostar | – | Posušje | Stadion Rođeni |

| Prijedor 14 marzo 2026, ore --:-- CET 7ª giornata | Rudar Prijedor | – | Velež Mostar | Gradski Stadion Prijedor |

| Sarajevo 21 marzo 2025, ore --:-- CET 26ª giornata | Sarajevo | – | Velež Mostar | Stadion Asim Ferhatović Hase |

| Mostar 4 aprile 2026, ore --:-- CEST 27ª giornata (Derby di Mostar) | Velež Mostar | – | Zrinjski Mostar | Stadion Rođeni |

| Mostar 11 aprile 2026, ore --:-- CEST 28ª giornata | Velež Mostar | – | Sloga Doboj | Stadion Rođeni |

| Banja Luka 18 aprile 2026, ore --:-- CEST 29ª giornata | Borac Banja Luka | – | Velež Mostar | Gradski Stadion Banja Luka |

| Mostar 22 aprile 2025, ore --:-- CEST 30ª giornata | Velež Mostar | – | Široki Brijeg | Stadion Rođeni |

| Sarajevo 25 aprile 2026, ore --:-- CEST 31ª giornata | Željezničar | – | Velež Mostar | Stadion Grbavica |

| Mostar 2 maggio 2026, ore --:-- CEST 32ª giornata | Velež Mostar | – | Radnik Bijeljina | Stadion Rođeni |

| Posušje 9 maggio 2026, ore --:-- CEST 33ª giornata | Posušje | – | Velež Mostar | Stadion Mokri Dolac |

| Mostar 17 maggio 2026, ore --:-- CEST 34ª giornata | Velež Mostar | – | Rudar Prijedor | Stadion Rođeni |

| Mostar 24 maggio 2026, ore --:-- CEST 35ª giornata | Velež Mostar | – | Sarajevo | Stadion Rođeni |

| Mostar 31 maggio 2025, ore --:-- CEST 36ª giornata (Derby di Mostar) | Zrinjski Mostar | – | Velež Mostar | Stadion pod Bijelim Brijegom |

### Kup Bosne i Hercegovine
Come tutte le altre partecipanti alla competizione, il Velež Mostar comincerà la sua partecipazione alla Kup Bosne i Hercegovine 2025-26 a partire dal primo turno.

## Statistiche
Dati aggiornati al 15 agosto 2025.

### Statistiche di squadra
| Competizione  | Punti | In casa | In casa | In casa | In casa | In casa | In casa | In trasferta | In trasferta | In trasferta | In trasferta | In trasferta | In trasferta | Totale | Totale | Totale | Totale | Totale | Totale | DR |
| Competizione  | Punti | G       | V       | N       | P       | Gf      | Gs      | G            | V            | N            | P            | Gf           | Gs           | G      | V      | N      | P      | Gf     | Gs     | DR |
| ------------- | ----- | ------- | ------- | ------- | ------- | ------- | ------- | ------------ | ------------ | ------------ | ------------ | ------------ | ------------ | ------ | ------ | ------ | ------ | ------ | ------ | -- |
| Premijer Liga | 4     | 2       | 0       | 1       | 1       | 1       | 2       | 2            | 1            | 0            | 1            | 4            | 3            | 4      | 1      | 1      | 2      | 5      | 5      | 0  |
| Kup BiH       | -     | 0       | 0       | 0       | 0       | 0       | 0       | 0            | 0            | 0            | 0            | 0            | 0            | 0      | 0      | 0      | 0      | 0      | 0      | 0  |
| Totale        | -     | 2       | 0       | 1       | 1       | 1       | 2       | 2            | 1            | 0            | 1            | 4            | 3            | 4      | 1      | 1      | 2      | 5      | 5      | 0  |

### Andamento in campionato

#### Premijer Liga
| Giornata  | 1 | 2 | 3 | 4 | 5 | 6 | 7 | 8 | 9 | 10 | 11 | 12 | 13 | 14 | 15 | 16 | 17 | 18 | 19 | 20 | 21 | 22 | 23 | 24 | 25 | 26 | 27 | 28 | 29 | 30 | 31 | 32 | 33 | 34 | 35 | 36 |
| --------- | - | - | - | - | - | - | - | - | - | -- | -- | -- | -- | -- | -- | -- | -- | -- | -- | -- | -- | -- | -- | -- | -- | -- | -- | -- | -- | -- | -- | -- | -- | -- | -- | -- |
| Luogo     | T | C | T | C |   |   |   |   |   |    |    |    |    |    |    |    |    |    |    |    |    |    |    |    |    |    |    |    |    |    |    |    |    |    |    |    |
| Risultato | P | N | V | P |   |   |   |   |   |    |    |    |    |    |    |    |    |    |    |    |    |    |    |    |    |    |    |    |    |    |    |    |    |    |    |    |
| Posizione | ? | ? | ? | ? |   |   |   |   |   |    |    |    |    |    |    |    |    |    |    |    |    |    |    |    |    |    |    |    |    |    |    |    |    |    |    |    |

Legenda:

Luogo: C = Casa; T = Trasferta. Risultato: R = Rinviata; V = Vittoria; N = Pareggio; P = Sconfitta.

### Statistiche individuali
| Giocatore     | Premijer Liga | Premijer Liga | Premijer Liga | Premijer Liga | Kup BiH  | Kup BiH | Kup BiH     | Kup BiH    | Totale   | Totale | Totale      | Totale     |
| Giocatore     | Presenze      | Reti          | Ammonizioni   | Espulsioni    | Presenze | Reti    | Ammonizioni | Espulsioni | Presenze | Reti   | Ammonizioni | Espulsioni |
| ------------- | ------------- | ------------- | ------------- | ------------- | -------- | ------- | ----------- | ---------- | -------- | ------ | ----------- | ---------- |
| R. Abdullah   | 1             | 0             | 1             | 0             | -        | -       | -           | -          | 1        | 0      | 1           | 0          |
| G. Antonić    | 3             | 0             | 0             | 0             | -        | -       | -           | -          | 3        | 0      | 0           | 0          |
| A. Babić      | 2             | 0             | 0             | 0             | -        | -       | -           | -          | 2        | 0      | 0           | 0          |
| V. Djurić     | 4             | 0             | 0             | 0             | -        | -       | -           | -          | 4        | 0      | 0           | 0          |
| B. Dizdarević | 2             | -3            | 0             | 0             | -        | -       | -           | -          | 2        | -3     | 0           | 0          |
| D. Dogan      | 2             | 1             | 0             | 0             | -        | -       | -           | -          | 2        | 1      | 0           | 0          |
| D. Halilović  | 1             | 0             | 0             | 0             | -        | -       | -           | -          | 1        | 0      | 0           | 0          |
| N. Haskić     | 2             | 0             | 0             | 0             | -        | -       | -           | -          | 2        | 0      | 0           | 0          |
| A. Hrkać      | 4             | 1             | 0             | 1             | -        | -       | -           | -          | 4        | 1      | 0           | 1          |
| H. Karjašević | 4             | 0             | 1             | 0             | -        | -       | -           | -          | 4        | 0      | 1           | 0          |
| T. Karić      | 2             | -2            | 0             | 0             | -        | -       | -           | -          | 2        | -2     | 0           | 0          |
| T.B. Lauš     | 2             | 1             | 0             | 0             | -        | -       | -           | -          | 2        | 1      | 0           | 0          |
| A. Mešić      | 4             | 2             | 1             | 0             | -        | -       | -           | -          | 4        | 2      | 1           | 0          |
| A. Milak      | 1             | 0             | 0             | 0             | -        | -       | -           | -          | 1        | 0      | 0           | 0          |
| A. Nukić      | 4             | 0             | 0             | 0             | -        | -       | -           | -          | 4        | 0      | 0           | 0          |
| S. Pidro      | 3             | 0             | 0             | 0             | -        | -       | -           | -          | 3        | 0      | 0           | 0          |
| A. Raca       | 4             | 0             | 0             | 0             | -        | -       | -           | -          | 4        | 0      | 0           | 0          |
| I. Šarić      | 4             | 0             | 0             | 1             | -        | -       | -           | -          | 4        | 0      | 0           | 1          |
| B. Šerbečić   | 4             | 0             | 0             | 0             | -        | -       | -           | -          | 4        | 0      | 0           | 0          |
| K. Šturm      | 4             | 0             | 2             | 0             | -        | -       | -           | -          | 4        | 0      | 2           | 0          |
| E. Vehabović  | 3             | 0             | 1             | 0             | -        | -       | -           | -          | 3        | 0      | 1           | 0          |
| A. Ziljkić    | 4             | 0             | 1             | 0             | -        | -       | -           | -          | 4        | 0      | 1           | 0          |